# 1 como Mirpo
«1 como Mirpo» es el segundo trabajo y primer álbum del músico uruguayo Riki Musso como solista. Publicado por Perro Andaluz en 1992, este trabajo fue concebido como una banda sonora para ambientar una exposición del artista plástico Fernando López Lage.

## Listado de temas
| Lado A |                           |               |          |  |
| N.º    | Título                    | Escritor(es)  | Duración |  |
| 1.     | «La infancia de Mirpo»    | Ricardo Musso | 1:20     |  |
| 2.     | «Mirpo se asoma al mundo» | Ricardo Musso | 2:33     |  |
| 3.     | «Cronograma Educativo»    | Ricardo Musso | 3:00     |  |
| 4.     | «Patentes»                | Ricardo Musso | 1:42     |  |
| 5.     | «Mirpo a solas»           | Ricardo Musso | 1:07     |  |
| 6.     | «El Escándalo»            | Ricardo Musso | 2:33     |  |
| 7.     | «El Exilio»               | Ricardo Musso | 1:35     |  |
| 8.     | «Sombras del Extranjero»  | Ricardo Musso | 1:18     |  |
| 9.     | «Postergaciones Nárdicas» | Ricardo Musso | 1:13     |  |
| 10.    | «Erg»                     | Ricardo Musso | 1:52     |  |
| 11.    | «El despertar de Mirpo»   | Ricardo Musso | 2:08     |  |

| Lado B |                                       |               |          |  |
| N.º    | Título                                | Escritor(es)  | Duración |  |
| 1.     | «La tentación»                        | Ricardo Musso | 2:06     |  |
| 2.     | «Mirpo se va al campo»                | Ricardo Musso | 1:06     |  |
| 3.     | «Mirpo vuelve a la ciudad»            | Ricardo Musso | 3:06     |  |
| 4.     | «Una persona como Mirpo»              | Ricardo Musso | 1:41     |  |
| 5.     | «Colección primavera-otoño»           | Ricardo Musso | 2:09     |  |
| 6.     | «El desengaño»                        | Ricardo Musso | 1:33     |  |
| 7.     | «La Internación»                      | Ricardo Musso | 1:08     |  |
| 8.     | «La Resignación»                      | Ricardo Musso | 2:33     |  |
| 9.     | «El Escape»                           | Ricardo Musso | 0:38     |  |
| 10.    | «Nacuma y el Sol»                     | Ricardo Musso | 1:40     |  |
| 11.    | «La reinserción en sociedad de Mirpo» | Ricardo Musso | 1:10     |  |
| 39:26  |                                       |               |          |  |

- Datos: Q97125354